# Hail, Caesar!
Hail, Caesar! ist eine US-amerikanisch-britische Filmkomödie aus dem Jahr 2016. Der Film entstand unter der Regie und nach dem Drehbuch von Ethan und Joel Coen, die zusätzlich auch als Filmeditoren und Produzenten fungierten. Die Starbesetzung besteht aus Josh Brolin, George Clooney, Alden Ehrenreich, Ralph Fiennes, Jonah Hill, Scarlett Johansson, Frances McDormand, Tilda Swinton und Channing Tatum.
Der in den 1950er Jahren handelnde Film verfolgt lose die Geschichte von Eddie Mannix, einem Produktionsmanager aus Hollywood, der versucht herauszufinden, was mit dem verschollenen Hauptdarsteller eines Films passiert ist.
Hail, Caesar! feierte am 1. Februar 2016 seine Premiere in Los Angeles. Er kam am 5. Februar 2016 in die amerikanischen und am 18. Februar 2016 in die deutschen Kinos. Zudem eröffnete der Film am 11. Februar 2016 außer Konkurrenz die 66. Internationalen Filmfestspiele in Berlin.

## Handlung
Eddie Mannix arbeitet in den fünfziger Jahren als „Fixer“ bei „Capitol Pictures“ in der Filmhauptstadt Hollywood. Seine Aufgabe besteht darin, auftretende Probleme beiseite zu räumen und von der Presse fernzuhalten. Der Druck auf Mannix ist groß: „Capitol Pictures“ dreht mehrere kostenintensive Produktionen gleichzeitig, widrige Umstände wie abtrünnige Stars, unfähige Schauspieler oder strömender Regen am Außendrehort sind nicht selten, die Klatschpresse wartet händereibend auf den nächsten Skandal. In der Zwischenzeit versucht das Luftfahrtunternehmen Lockheed Corporation mehrfach, Mannix abzuwerben und bietet ihm eine lukrative Führungsposition an, statt weiter für „diesen Zirkus“ zu arbeiten.
Die aktuelle Hauptproduktion von „Capitol Pictures“ ist „Hail, Caesar!“ – eine monumentale Verfilmung der Geschichte Jesu im alten Rom. Baird Whitlock, der größte Star des Studios, spielt die Hauptrolle. Während der Dreharbeiten wird Whitlock von zwei Statisten unter Drogen gesetzt und entführt. Mannix vermutet hinter Whitlocks Verschwinden zunächst eine seiner üblichen Sauftouren, erhält jedoch wenig später eine Lösegeldforderung in Höhe von 100.000 Dollar, die er im Vorraum des Sets von „No Dames!“, einer Matrosen-Musical-Produktion mit Burt Gurney deponieren soll. Unterdessen findet sich Whitlock in einem Haus am Meer im Kreise kommunistischer Drehbuchautoren wieder. Ihr Wortführer ist Professor Marcuse, der wortgewaltig die Mechanismen von Kapitalismus und Hollywood erklärt. Sie nennen sich „Die Zukunft“ und verstehen die Erpressung des Lösegelds als Ausgleich für die schlechte Bezahlung ihrer Drehbücher von kommerziell erfolgreichen Filmen.
Zur selben Zeit wird der junge Western-Star Hobie Doyle in dem neuen Epochendrama „Merrily We Dance“ des Regisseurs Laurence Laurentz besetzt, um sein Image auszubauen. Doyle, nicht gewohnt vor der Kamera zu sprechen, bringt Laurentz während des Drehs an den Rand der Verzweiflung. Wutentbrannt beschwert er sich bei Mannix, sein Ruf als Regisseur von Qualitätsfilmen sei gefährdet. Mannix besteht jedoch auf der Besetzung. In einer Unterredung mit Doyle zeigt ihm Mannix den Lösegeld-Koffer und erzählt ihm von der Entführung Whitlocks. Wenig später erkennt Doyle den Koffer bei einer Abendveranstaltung wieder und folgt dessen Besitzer. Der Weg führt ihn zum Haus der Kommunisten, wo er Whitlock allein vorfindet. Wie sich herausstellt, gehört Burt Gurney, der Star des Matrosen-Musicals, zu dem Kreis der Kommunisten, die Whitlock entführten. Sie bringen Gurney derweil auf nächtlicher Fahrt über das Meer zu einem sowjetischen U-Boot, um nach Moskau zu gehen, das Lösegeld zur Investition in eine gute Sache bei sich. Als sich Gurney zum Abschied an der Reling noch einmal umdreht, springt ihm sein Hund, der den Namen Engels trägt, in die Arme. Gurney lässt den Lösegeld-Koffer fallen, er versinkt im Meer.
Die Zwillingsschwestern Thora und Thessaly Thacker, konkurrierende Klatschreporterinnen, bedrängen Mannix zwischenzeitlich zunehmend, neue Informationen über Baird Whitlock preiszugeben. Thora droht schließlich, in ihrer nächsten Kolumne darüber zu berichten, dass Whitlock seine erste Hauptrolle nur bekommen habe, weil er mit dem Regisseur Laurentz schlief. Mannix jedoch kann in Erfahrung bringen, dass Burt Gurney Thoras Quelle ist. Er erzählt Thora, dass Gurney Kommunist ist und kann sie von der Veröffentlichung abbringen, weil ihr die Verbindung zur Last gelegt werden könnte.
Whitlock ist dank Doyle wieder zurück in den Studios und erzählt Mannix begeistert von seinen neu gewonnenen kommunistischen Überzeugungen. Als er gerade dabei ist, die kapitalistische Ausbeutung durch das Filmstudio darzulegen, gerät Mannix außer sich. Er unterbricht Whitlock jäh, ohrfeigt ihn mehrmals und weist ihn wutentbrannt an, seine Arbeit an „Hail, Caesar!“ endlich zu Ende zu bringen. Whitlock dreht die letzte Szene der Produktion, in der er einen fulminanten Abschlussmonolog angesichts der göttlichen Erscheinung hält. Alles läuft ausgezeichnet, die komplette Crew scheint ergriffen von Whitlocks Ansprache, bis er kurz vor Ende einen Aussetzer hat. Die Szene muss wiederholt werden. Alle sind sich jedoch einig, dass es sehr gut werden wird.
Für Mannix löst sich schließlich auch das Problem, das dem Studio durch das uneheliche Kind des Starlets DeeAnna Moran drohte. Mannix hatte Joseph Silverman engagiert, das Kind in Pflege zu nehmen, so dass Moran es später offiziell adoptieren könne. Wie Mannix erfährt, ist dies nun gar nicht mehr nötig, da die beiden nach ihrer ersten Bekanntmachung durch Mannix Hals über Kopf beschlossen haben, zu heiraten. Zu guter Letzt lehnt Mannix das Angebot der Lockheed Corporation ab und entscheidet sich damit, seine Arbeit für Hollywood fortzusetzen.

## Hintergrund
Die Coen-Brüder hatten im Juli 2004 erstmals die Idee zu diesem Film. Ursprünglich sollte das damalige Projekt mit dem Titel Hail, Caesar! von einer Gruppe von Schauspielern in den 1920er Jahren handeln, die ein Theaterstück über das Römische Reich aufführen. Für die Hauptrolle war bereits George Clooney vorgesehen.
Während eines Interviews zu ihrem Film Inside Llewyn Davis im Jahr 2013 gab Joel Coen bekannt, dass die Arbeit an Hail, Caesar! laufe und dass es das nächste große Projekt der Brüder werde. Die Filmhandlung wurde jedoch von den 1920er in die 1950er Jahre verlegt.
Die Dreharbeiten begannen am 10. November 2014 in Los Angeles. Die Filmaufnahmen fanden hauptsächlich auf dem Gelände der Warner Bros. Studios in West Hollywood statt, zusätzlich in der Los Angeles City Hall und dem Los Angeles Theatre. Einige Szenen wurden in der Stadt Pasadena gedreht.
Die Filmpremiere war am 1. Februar 2016 im Regency Village Theater in Los Angeles. In den USA kam der Film am 5. Februar 2016 in die Kinos. Danach eröffnete Hail, Caesar! außer Konkurrenz am 11. Februar 2016 die 66. Internationalen Filmfestspiele in Berlin und kam am 18. Februar 2016 deutschlandweit in die Kinos.

## Anspielungen
Der Film spielt Anfang der 1950er-Jahre, als das klassische Studiosystem der „Golden Era of Hollywood“ langsam zusammenbrach und durch das aufkommende Fernsehen Konkurrenz bekam. Die Antwort Hollywoods auf das Fernsehen waren aufwendig produzierte Monumentalfilme wie Die zehn Gebote, Ben Hur oder Cleopatra – ähnlich dem in diesem Film vorkommenden, fiktiven Hail, Caesar!. Die gezeigte Anfangssequenz des Römerfilmes, in der die Legionen nach Rom zurückkehren, ist stark an die Anfangsszene des Historienfilms „Quo Vadis?“ aus dem Jahr 1951 angelehnt. Die Figur des Baird Whitlock erinnert an damalige Filmstars wie Kirk Douglas oder Robert Taylor und Victor Mature. Die Figur des Hobie Doyle basiert auf den zeitweise populären „singenden Cowboys“ wie Roy Rogers, Gene Autry und Kirby Grant. Der Name des ausländischen Filmstars Carlotta Valdez ist eine Anspielung an eine erwähnte Figur in Alfred Hitchcocks Vertigo.
Die kommunistischen Drehbuchautoren sind eine Anspielung auf die Hollywood Ten, ihr Anführer trägt den Namen Professor Marcuse.
Die Hauptfigur des Studiomanagers Eddie Mannix ist historisch, wurde aber in stark fiktionalisierter Form umgesetzt.
Die Zwillingsschwestern Thora und Thessaly Thacker erinnern an die Klatschreporterinnen Hedda Hopper und Louella Parsons, die in den 1950er-Jahren für ein Millionenpublikum schrieben und sich feindlich gegenüberstanden. Die Figur der DeeAnna Moran ähnelt der ehemaligen Schwimmerin Esther Williams, die ab den 1940er-Jahren eine Reihe von erfolgreichen Musicalfilmen mit Schwimmeinlagen drehte. Im Film soll DeeAnna ihr eigenes, uneheliches Kind später wieder adoptieren, damit der Skandal nicht an die Presse kommt. Tatsächlich hatte Loretta Young mit Clark Gable bei Dreharbeiten ein uneheliches Kind gezeugt: Die 1935 geborene Tochter Judy Lewis wurde zunächst in Pflegefamilien gegeben, ehe sie mit zwei Jahren wieder zu ihrer Mutter kam. In der Presse wurde verlautbart, Young habe das Mädchen „adoptiert“.

## Kritik
Der Film erhielt von Kritikern positive Bewertungen. Auf Rotten Tomatoes hält er eine Bewertung von 80 %, basierend auf 168 Kritiken und einer Durchschnittsbewertung von 7,1/10. Auf Metacritic erhielt Hail, Caesar! einen Metascore von 72/100, basierend auf 50 Kritiken.
David Steinitz nennt den Film auf Süddeutsche.de „eine furiose Verbeugung vor dem alten Hollywood“ und zugleich eine „zynische Parodie der damaligen Sitten im Filmgeschäft“, das für einen bestimmten Ruf seiner Schauspieler und Regisseure sorgte, der keinesfalls gefährdet werden durfte, so dass die Studios vorgaben, welche Filme sie drehten und sich maßgeblich in ihr Privatleben einmischten. „Die Detailverliebtheit, mit der die Gebrüder Coen diese größenwahnsinnige Phase des amerikanischen Kinos auferstehen lassen, ist wirklich faszinierend.“, so Steinitz. „Jedem wichtigen Hollywoodgenre der damaligen Zeit wird ein Denkmal gesetzt: dem harten Western, dem überdrehten Musical à la Busby Berkeley, dem spektakulären Sandalenfilm inklusive Jesuserscheinung.“ Dabei sei Eddie Mannix, gespielt von Josh Brolin, eine „typisch manische Coen-Figur“, der Regisseur Laurence Laurentz (Ralph Fiennes) währenddessen „eine liebevolle Parodie“ europäischer Exilanten, die sich „im harten amerikanischen Studiosystem halbwegs ihre künstlerische Integrität zu bewahren“ versuchten. Tilda Swinton begegnet der Zuschauer in einer „famosen Doppelrolle“.
Für Wenke Husmann (Zeit Online) ist Hail, Caesar! „bei weitem nicht so fein ziseliert wie es Inside Llewyn Davis oder gar Barton Fink waren, obwohl die ja auch irgendwie den Widerstreit zwischen Kunst und Kommerz zum Thema hatten“. Dennoch erkennt Husmann Elemente aus anderen Coen-Filmen wieder, beispielsweise die „typische Coen-Figur“ von Eddie Mannix, die trotz Anstrengung und guter Voraussetzungen keine Kontrolle über ihr Leben hat, und die Botschaft für den Zuschauer „Alles Streben ist sinnlos, niemals werden wir die Parameter beherrschen, die unser Leben bestimmen. Also lachen wir besser darüber“.
Positiv wertet auch Husmann die Arbeit am Detail: „Davor bekommen wir Darsteller und Szenen serviert, die so akkurat und appetitlich angerichtet sind wie die Toasts, die Whitlock nach seiner Entführung in der Villa der Kommunisten zum Tee gereicht werden“. Die Bildsprache der Coen-Brüder erinnere an „Cartoons dieser Epoche“ der fünfziger Jahre. „Jedes Detail also ganz großartig. Die Liebe der Coens zum Film umfasst eben auch den Slapstick.“
Von der Deutschen Film- und Medienbewertung wurde Hail, Caesar! mit dem Prädikat besonders wertvoll versehen. In der Begründung heißt es: „'Hail, Caesar!' ist eine intensive und monumentale Liebeserklärung an das klassische Hollywoodkino mit all seinen Tücken, von dem bewährten Coen-Team originell und detailreich inszeniert. Roger Deakins liefert makellos choreographierte Bildkompositionen, die Schauspieler glänzen in mitunter satirisch überhöhten Rollen, die indes nie das Interesse an den Charakteren verlieren.“

## Auszeichnungen (Auswahl)
Jess Gonchor und Nancy Haigh wurden für ihre Arbeit 2017 für den Oscar in der Kategorie Bestes Szenenbild nominiert. In der gleichen Kategorie waren sie bei den British Academy Film Awards 2017 nominiert.

## Trivia
- Der im Film gedrehte Film soll im Römischen Reich zur Zeit Christi spielen. Jedoch wird im Film die Bezeichnung „Palästina“ benutzt. Zur Zeit Christi lagen auf dem Gebiet des heutigen Israel jedoch die römischen Provinzen und Königreiche Judäa, Idumäa, Samaria, Galiläa, Peräa, Batanäa usw. Erst im 2. Jahrhundert wurden einige dieser Gebiete zur neuen römischen Provinz „Palaestina“ zusammengelegt.
- Der Lockheed-Mitarbeiter schenkt Mannix ein Flugzeugmodell für dessen Sohn. Beim dargestellten Flugzeug handelt es sich jedoch nicht um einen Lockheed-Typen, sondern um eine Grumman Albatross.
- Erstmals seit Highlander – Es kann nur einen geben (1986) spielten Christopher Lambert und Clancy Brown (der Highlander und sein größter Widersacher) wieder gemeinsam in einem Film mit, wenn auch nur in kleineren Nebenrollen.